# Емст
Емст (нід. Emst) — село в нідерландській провінції Гелдерланд. Входить до муніципалітету Епе.
Перші згадки про населений пункт датуються серединою 13-го сторіччя.

## Галерея

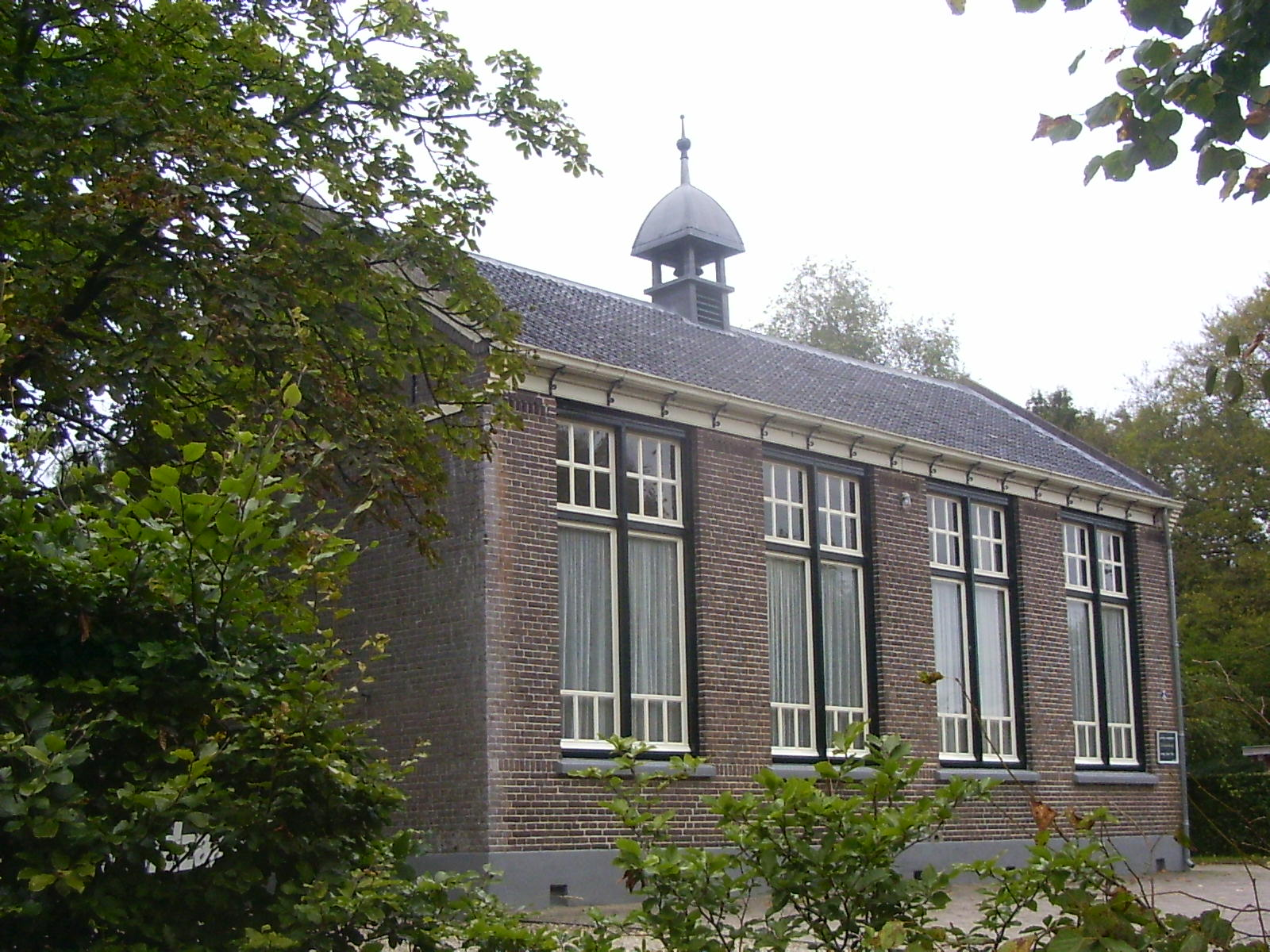
Школа в Емсті
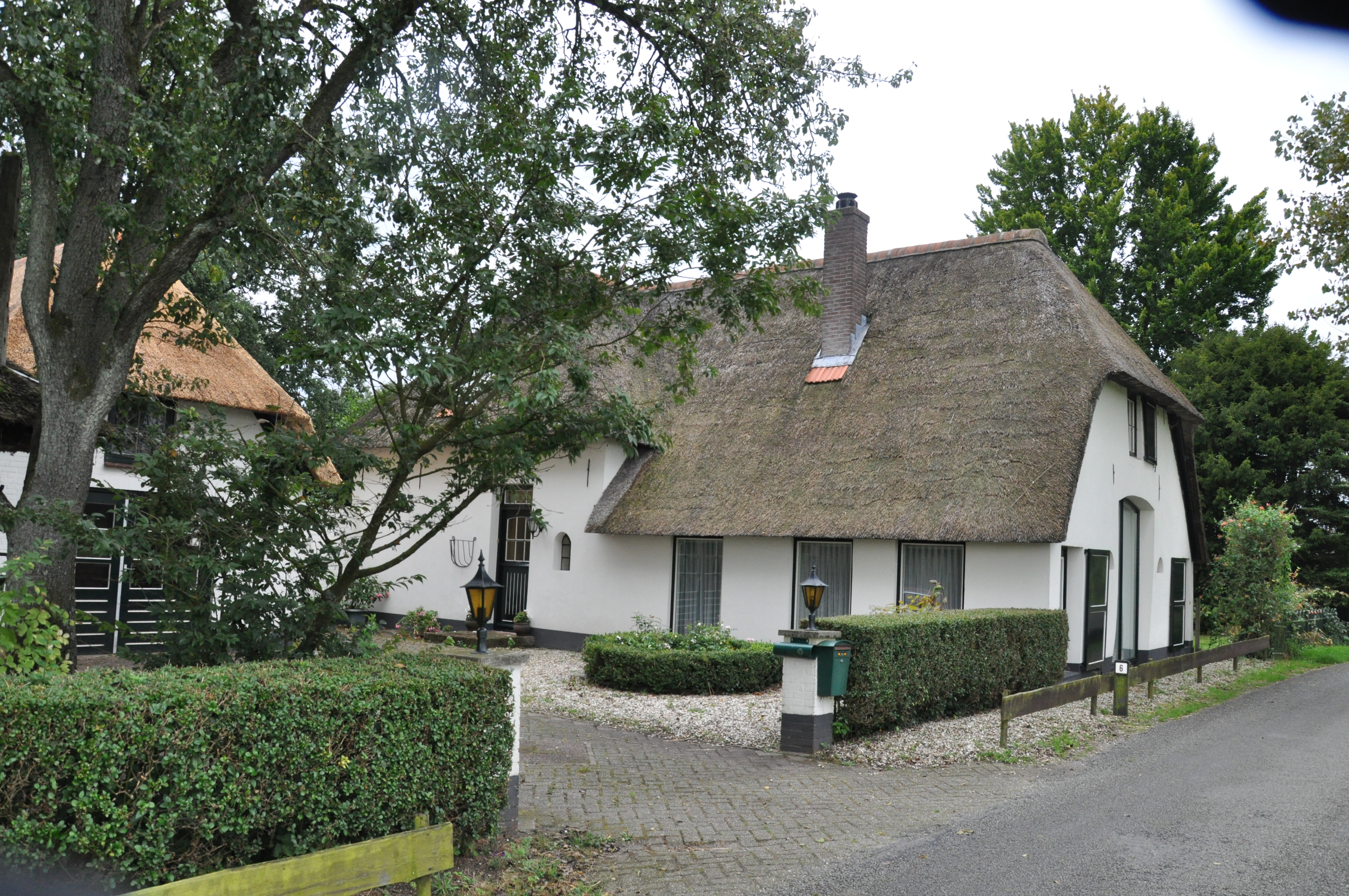
ферма
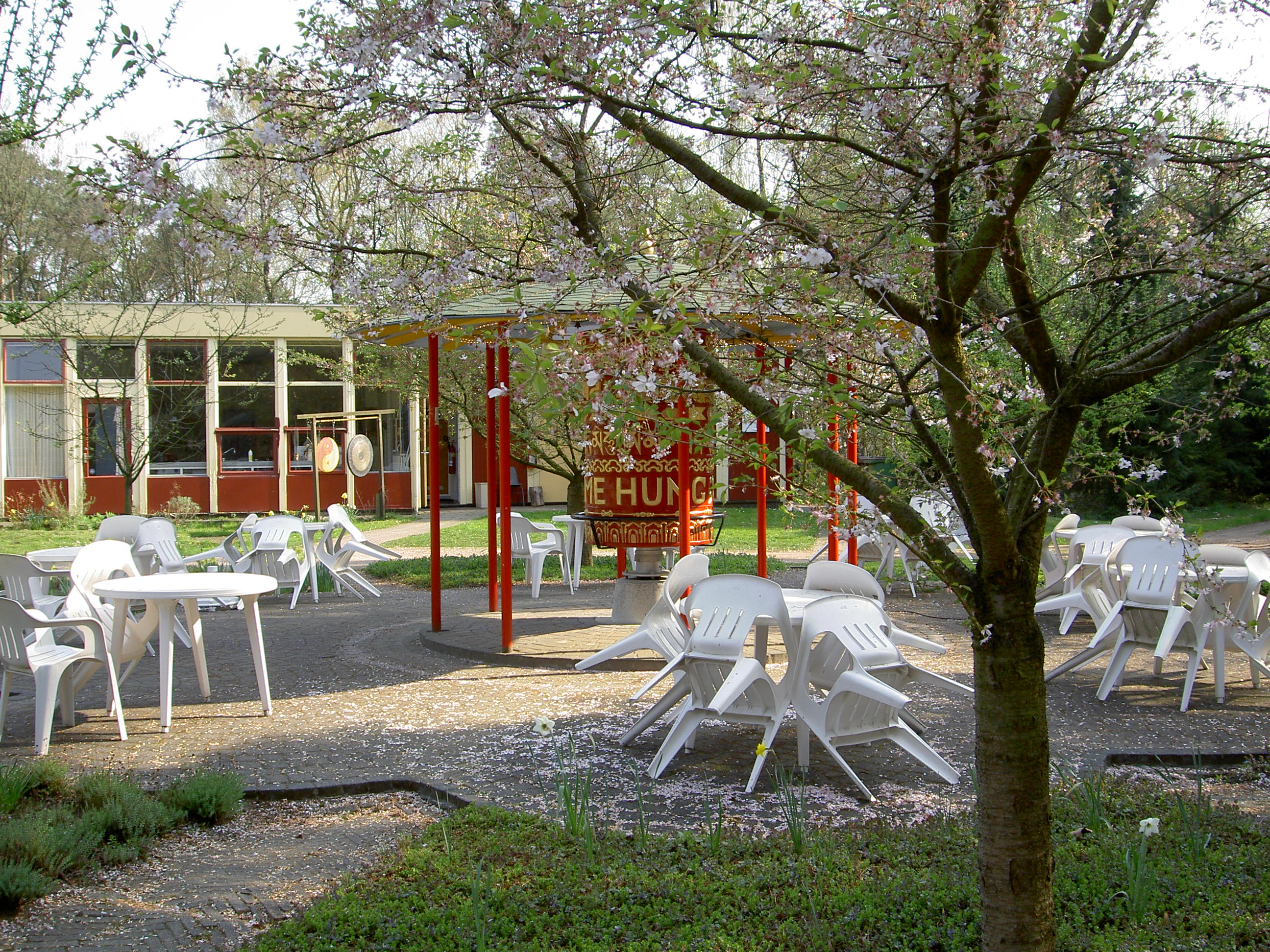
Інститут Майтреї
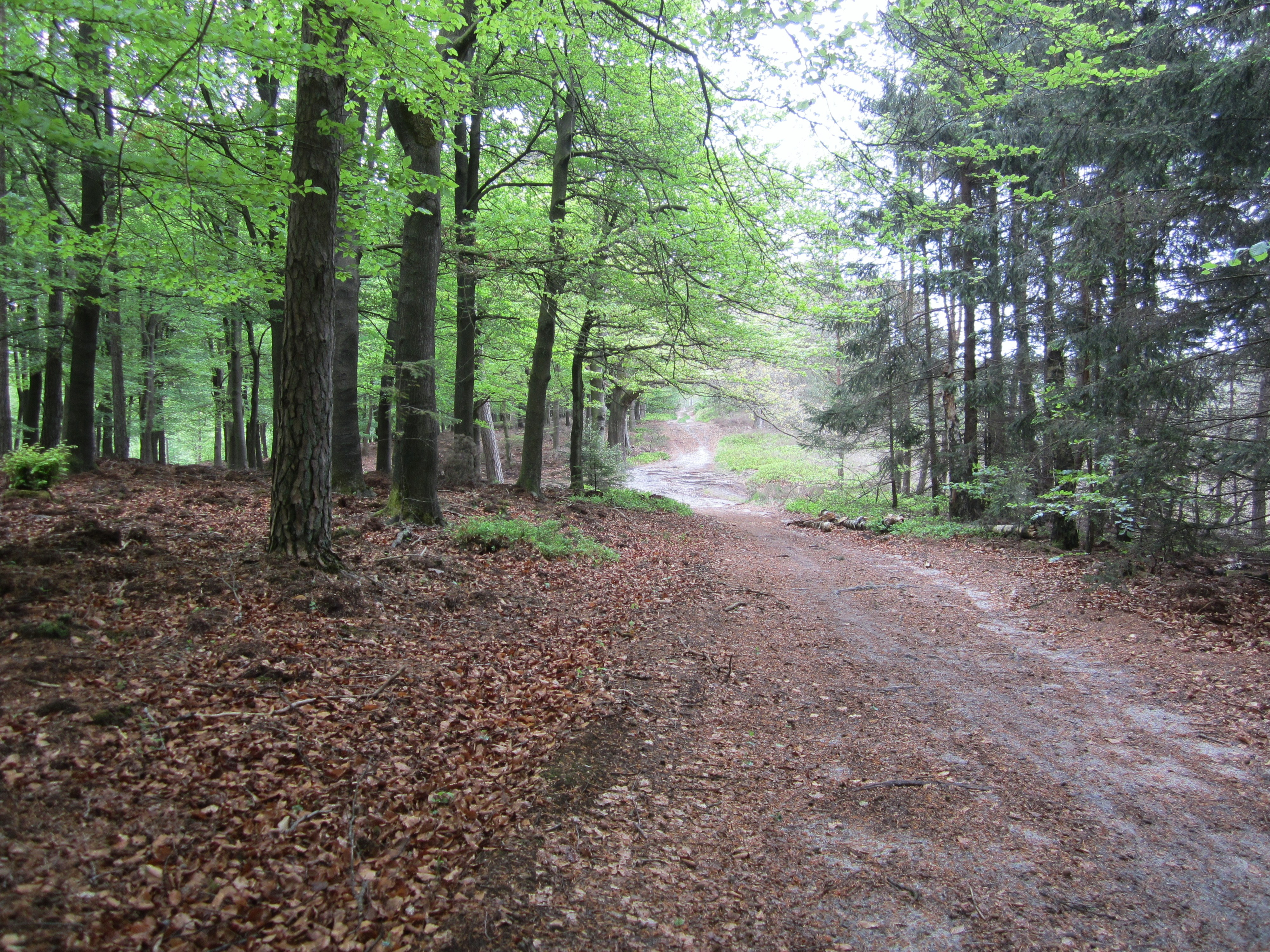
Ліс поблизу села